# Knebworth
Knebworth è un villaggio inglese situato nell'Hertfordshire settentrionale, poco più a sud di Stevenage. È una civil parish (parrocchia civile).
La civil parish copre un'area compresa tra i villaggi di Woolmer Green, Codicote, Kimpton, Whitwell, St Paul's Walden e Langley, e comprende la zona di Knebworth, il piccolo villaggio di Old Knebworth e la Knebworth House, residenza della famiglia Lytton dal 1490.

## Storia
Le prime tracce della presenza umana nella zona risalgono al Neolitico. Nel Domesday Book del 1086 Knebworth è chiamato Chenepeworde (la fattoria apparteneva allà tribu germanica dei Dani, Cnebba) e contava 150 abitanti. Il villaggio originario, noto oggi come Old Knebworth, si sviluppò attorno a Knebworth House. Non fu prima della fine del XIX secolo che iniziò a svilupparsi il nucleo dell'odierna Knebworth, circa un miglio a est di Old Knebworth, vicino alla nuova stazione ferroviaria.
Alla fine dell'Ottocento l'architetto Edwin Lutyens edificò Homewood, a sud est di Old Knebworth, come dower house per la vedova Edith Bulwer-Lytton. Vi visse anche sua moglie, la suffragetta Constance Lytton, prima della sua morte, avvenuta nel 1923.

## Strutture civili e religiose
- Ufficio postale di Knebworth
- Centro chirurgico

Istruzione e tempo libero
- Knebworth Primary and Nursery school
- The Roebuck Inn, la più antica public house (oggi a Stevenage), risale al 1420
- The Lytton Arms (public house di Old Knebworth), antico edificio vittoriano
- The Station, public house costruita nel 1883
- Parchi giochi, campi da calcio, campi da tennis, campi da bowling

Chiese
- St Martin's, chiesa anglicana progettata da Sir Edwin Lutyens e consacrata dall'arcivescovo di St Albans Edgar Jacob nel 1915
- St Mary's, chiesa anglicana risalente in gran parte al 1120
- St Thomas More, chiesa cattolica edificata nel 1936
- Trinity Church, chiesa metodista e United Reformed Church (local ecumenical partnership) costruita nel 1996
- Redemption House Redeemed Christian Church of God (uffici)

## Boschi
Knebworth Woods è un'area boschiva di 120,8 ettari classificata come Sito di Particolare Interesse Scientifico e facente capo al North Hertfordshire District Council. Sono boschi di grande biodiversità, ricchi di querce e carpini bianchi, funghi e bryophyta. La fauna comprende usignoli e farfalle Iridi. Vi è un sentiero che è la prosecuzione di Chadwell Road.

## Knebworth Park
Knebworth è noto soprattutto per i grandi concerti all'aperto che si tengono regolarmente nell'ampio parco (conosciuto come Knebworth Park) sin dal 20 luglio 1974, quando si tenne il concerto della Allman Brothers Band, Van Morrison, Doobie Brothers, Mahavishnu Orchestra featuring John McLaughlin e Jean-Luc Ponty, The Sensational Alex Harvey Band e Tim Buckley.
Il 10 e l'11 agosto 1996 gli Oasis tennero a Knebworth due dei più grandi concerti all'aperto mai realizzati in Inghilterra, seguiti complessivamente da 250 000 spettatori nell'arco di due serate. Ad oggi si tratta dello spettacolo con più richieste in assoluto nella storia della Gran Bretagna. Furono, infatti, ben 2,5 milioni (quasi il cinque per cento della popolazione britannica) le persone che cercarono di acquistare un biglietto per l'evento. Sui due concerti è incentrato il docufilm Oasis Knebworth 1996, uscito nel 2021.
I Queen realizzarono a Knebworth il loro ultimo concerto con il frontman Freddie Mercury ancora in vita, il 9 agosto 1986, data conclusiva del loro Magic Tour, per promuovere l'album A Kind of Magic.
Anche Robbie Williams, nel 2003, si esibì a Knebworth davanti a 375 000 persone per tre serate, registrando il tutto esaurito.
I Red Hot Chili Peppers vi suonarono nel giugno 2012.
Il 3 e il 4 giugno 2022 Liam Gallagher ha tenuto a Knebworth due concerti, per un totale di 170 000 spettatori.

### Concerti tenutisi a Knebworth Park
| Data              | Evento                                   | Artisti | Pubblico (approssim.) | Ref.          |
| ----------------- | ---------------------------------------- | --- | --------------------- | ------------- |
| 1974, 20 luglio   | The Bucolic Frolic                       | The Allman Brothers Band, The Doobie Brothers, The Mahavishnu Orchestra, The Sensational Alex Harvey Band, The Van Morrison Show, Tim Buckley | 60 000                | [ 5 ] [ 6 ]   |
| 1975, 5 luglio    | Knebworth Park                           | Captain Beefheart, Linda Lewis, Steve Miller Band, Pink Floyd, Roy Harper | 100 000               | [ 5 ] [ 7 ]   |
| 1976, 21 agosto   | Knebworth Fair                           | 10cc, Hot Tuna, Lynyrd Skynyrd, Don Harrison Band, The Rolling Stones, Todd Rundgren | 120 000               | [ 5 ] [ 8 ]   |
| 1978, 24 giugno   | A Midsummer Night's Dream                | Atlanta Rhythm Section, Brand X, Devo, Genesis, Jefferson Starship, Tom Petty, Roy Harper | 60 000                | [ 5 ] [ 9 ]   |
| 1978, 9 settembre | Oh God Not Another Boring Old Knebworth! | Dave Edmunds, Frank Zappa, Nick Lowe, Peter Gabriel, The Boomtown Rats, The Tubes, Wilko Johnson's Solid Senders | 45 000                | [ 5 ]         |
| 1979, 4 agosto    | Knebworth Festival                       | Chas & Dave, Commander Cody, Fairport Convention, Led Zeppelin, The New Barbarians, Marshall Tucker, Southside Johnny, Todd Rundgren | 109 000               | [ 5 ] [ 10 ]  |
| 1979, 11 agosto   | Knebworth Festival                       | Chas & Dave, Commander Cody, Led Zeppelin, The New Barbarians, Marshall Tucker, Southside Johnny, Todd Rundgren | 60 000                | [ 5 ] [ 10 ]  |
| 1980, 21 giugno   | Knebworth '80                            | Elkie Brooks, Lindisfarne, Mike Oldfield, The Beach Boys, The Blues Band, Santana | 45 000                | [ 5 ] [ 11 ]  |
| 1981              | The Jazz Years                           | BB King, Benny Goodman, Chuck Berry, Dizzy Gillespie, Ella Fitzgerald, Jimmy Cliff, Lionel Hampton, Muddy Waters, Sarah Vaughan | 50 000                | [ 11 ]        |
| 1982              | The Jazz Years                           | BB King, Benny Goodman, Chuck Berry, Dizzy Gillespie, Ella Fitzgerald, Jimmy Cliff, Lionel Hampton, Muddy Waters, Sarah Vaughan | 50 000                | [ 11 ]        |
| 1982, agosto      | Greenbelt Festival                       | Adrian Snell, Andy Pratt, Positive Earth, Bryn Haworth, Calvin Seerveld, Jim Wallis, Noel Paul Stookey, Paradise, Patrick Sookhdeo, Maxine and the Majestics, Rez Band, Roger Forster, Servant, Talking Drums, The Barratt Band |                       | [ 11 ]        |
| 1983, agosto      | Greenbelt Festival                       | 100% Proof, Cliff Richard, Jessy Dixon, Mighty Clouds of Joy, Sheila Walsh |                       | [ 11 ]        |
| 1985, 22 giugno   | The Return of the Knebworth Fayre        | Alaska, Blackfoot, Deep Purple, Mama's Boys, Meat Loaf, Mountain, Scorpions, UFO | 80 000                | [ 11 ] [ 12 ] |
| 1986, 9 agosto    | Magic Tour                               | Belouis Some, Big Country, Queen, Status Quo | 120 000               | [ 11 ] [ 13 ] |
| 1990, 30 giugno   | Knebworth '90                            | Cliff Richard & The Shadows, Dire Straits, Elton John, Eric Clapton, Genesis, Mark Knopfler, Paul McCartney, Pink Floyd, Robert Plant & Jimmy Page, Status Quo, Tears for Fears | 120 000               | [ 14 ]        |
| 1992, 2 agosto    | Genesis at Knebworth                     | Genesis, Lisa Stansfield, The Saw Doctors | 90 000                | [ 14 ] [ 15 ] |
| 1996, 10 agosto   | Oasis                                    | Cast, Dreadzone, Kula Shaker, Oasis, Ocean Colour Scene, Manic Street Preachers, The Charlatans, The Bootleg Beatles, The Chemical Brothers, The Prodigy | 165 000               | [ 14 ]        |
| 1996, 11 agosto   | Oasis                                    | Cast, Dreadzone, Kula Shaker, Oasis, Manic Street Preachers, The Charlatans | 165 000               | [ 14 ]        |
| 2001, 11 agosto   | Ministry @ Knebworth 2001                | Bent, Jamiroquai, Lo Fidelity Allstars |                       | [ 16 ] [ 17 ] |
| 2003, 1º agosto   | Robbie Williams Live at Knebworth        | Ash, Kelly Osbourne, Moby, Robbie Williams, The Darkness | 125 000               | [ 18 ] [ 19 ] |
| 2003, 2 agosto    | Robbie Williams Live at Knebworth        | Ash, Kelly Osbourne, Moby, Robbie Williams, The Darkness | 125 000               | [ 18 ] [ 19 ] |
| 2003, 3 agosto    | Robbie Williams Live at Knebworth        | Ash, Kelly Osbourne, Moby, Robbie Williams, The Darkness | 125 000               | [ 18 ] [ 19 ] |
| 2007, 30 giugno   | Wild In The Country 2007                 | 2ManyDJs, Erol Alkan, Hot Chip, Justice, Sasha & John Digweed, Simian Mobile Disco, Tiga, Underworld |                       |               |
| 2009, 1º agosto   | Sonisphere Festival                      | Airbourne, Alien Ant Farm, Anthrax, Björn Again, Bullet for My Valentine, Heaven & Hell, Linkin Park, Skindred, Soil, Taking Back Sunday, The Used |                       | [ 20 ]        |
| 2009, 2 agosto    | Sonisphere Festival                      | Alice in Chains, Avenged Sevenfold, Buckcherry, Feeder, Killing Joke, Lamb of God, Limp Bizkit, Machine Head, Mastodon, Metallica, Nine Inch Nails, Paradise Lost, Saxon | 145 000               | [ 20 ]        |
| 2010, 30 luglio   | Sonisphere Festival                      | Alice Cooper, Gary Numan, Europe, Turisas, Delain, Terrorvision, 65daysofstatic, Sylosis, Black Spiders, Bigelf, Karma to Burn, Winnebago Deal, October File, Throats, Little London, Chrome Hoof, Failsafe, And so I Watch You From Afar, Deaf Havana, Chickenhawk, Fei Comodo, Lower Then Atlantis, March of the Raptors, You and What Army, Never Means Maybe |                       | [ 20 ]        |
| 2010, 31 luglio   | Sonisphere Festival                      | Rammstein, Placebo, Mötley Crüe, Skunk Anansie, Apocalyptica, Fear Factory, Soulfly, Sabaton, Therapy?, Corey Taylor, Sick of it All, Katatonia, Good Charlotte, Papa Roach, Anthrax, Lacuna Coil, Family Force Five, Renegades, Polar Bear Club, Gallows, Futures, Heaven's Basement, Evile, Enforcer, Earthtone9, Maleface, Out of Sight, The Casino Brawl, Audrey Horne, Young Legionnaire, Cerebral Ballzy, Tom Hollister Trio, RSJ, InMe, Bleed From Within, Kellermensch, Bury Tomorrow, All Forgotten, Rinoa, While She Sleeps, Cars on Fire, Bow and Arrow, General Fiasco, Endless Dark, Blitz Kids, Japanese Voyeurs, Little Fish, Don Broco, No Mean City, This Is Devine, Stand Up Guy. |                       | [ 20 ]        |
| 2010, 1º agosto   | Sonisphere Festival                      | Alice in Chains, Bring Me the Horizon, cKy, The Cult, Dir En Grey, Fightstar, Funeral for a Friend, Henry Rollins, Iggy & The Stooges, Iron Maiden, Madina Lake, Pendulum, Skindred, Slayer |                       | [ 20 ]        |
| 2011, 8 luglio    | Sonisphere Festival                      | Anthrax, Diamond Head, Megadeth, Metallica, Slayer |                       | [ 20 ]        |
| 2011, 9 luglio    | Sonisphere Festival                      | Architects, Bad Religion, Biffy Clyro, Cavalera Conspiracy, Sylosis, You Me At Six, Weezer |                       | [ 20 ]        |
| 2011, 10 luglio   | Sonisphere Festival                      | Arch Enemy, Limp Bizkit, Mastodon, Motörhead, Parkway Drive, Slipknot, Volbeat |                       | [ 20 ]        |
| 2012, 23 giugno   | Red Hot Chili Peppers                    | Red Hot Chili Peppers, Dizzee Rascal, The Wombats, Reverend and the Makers. | 80 000                |               |
| 2013, 2-4 agosto  | Eastern Electronics                      | Hot Natured, Moderat, Âme, Anja Schneider, Ata, Ben UFO, Blawan, Catz N Dogz, Chris Liebing, Claude VonStroke, The Climbers, Clockwork, Damian Lazarus, Dave Clarke, Deetron, Dixon, DJ Sneak, DJ Tennis, Droog, Dyed Soundorom, Eats Everything, Ellen Allien, Felix Dickinson, Francesca Lombardo, Futureboogie DJs, Gavin Herlihy, Geddes, Giles Smith, Guy Gerber, Heidi, Huxley, Infinity Ink, James Priestley, Josh Wink, Joy Orbison, Jozif, Justin Martin, DJ Koze, Krankbrother, Laura Jones, Levon Vincent, Luca Pilato, Maceo Plex, Magda, Masters at Work, Matthias Tanzmann, Maurice Fulton, Maxxi Soundsystem, Maya Jane Coles, Michael Mayer, Miguel Campbell, MK, Nick Curly, No Artificial Colours, Pan-Pot, PBR Streetgang, Prosumer, Ralph Lawson, Raresh, Richy Ahmed, Robert James, Roman Flügel, Ryan Crosson, Sasha, Seth Troxler, Shadow Child, Luke Slater, Soul Bros, Subb-an, Tama Sumo, Theo Parrish, Tommy Four Seven, Waifs and Strays | 12 000                | [ 21 ] [ 22 ] |
| 2014, 4-6 luglio  | Sonisphere 2014                          | Metallica, Iron Maiden, The Prodigy, Dream Theater, Slayer, Alice In Chains, Deftones, Limp Bizkit, Watain, Mastodon, Band of Skulls, Frank Turner, Babymetal, Dropkick Murphys, Chas & Dave, Glass City Vice, The Sisters of Mercy | 50 000                | [ 21 ]        |
| 2022, 3-4 giugno  | Liam Gallagher Live at Knebworth         | Liam Gallagher, Kasabian, Paolo Nutini, Amyl & The Sniffers, Pastel (3 giugno), Liam Gallagher, Kasabian, Michael Kiwanuka, Fat White Family, Goat Girl (4 giugno), | 170 000               | [ 4 ]         |